# Siehniewicze
Siehniewicze (biał. Сігневічы, Sihniewiczy; ros. Сигневичи, Signiewiczi) – agromiasteczko na Białorusi, w obwodzie brzeskim, w rejonie bereskim, siedziba administracyjna sielsowietu Siehniewicze.

## Geografia
Siehniewicze znajdują się na wschód od Rewiatycz i Soboli, na zachód od Zdzitowa, Szylina, Szylinka i Międzylesia, na południe od Winina, a na północ od Marywila, Zarzecza i Jastrzębia. Leżą ok. 13 km na południowy zachód od miasta Bereza i  stacji kolejowej Bereza Kartuska. Na zachód od miejscowości przebiega droga magistralna M1, a przez samą wieś biegnie droga Bereza – Antopol. Niegdyś Siehniewicze położone były na lewym brzegu rzeki Wieniec, obecnie na południe od wsi płynie kanał melioracyjny Wieniec – prawy dopływ Jasiołdy. 

## Historia
Miejscowość wzmiankowana po raz pierwszy w 1519 r. w powiecie słonimskim województwa nowogródzkiego. W 2 poł. XVI w. należała do rodu Hamszej Wiesztort herbu Sulima oraz do Wiszeńskich (od 1584). 
W okresie Rzeczypospolitej Obojga Narodów Siehniewicze leżały w powiecie brzeskolitewskim województwa brzeskolitewskiego.
W XVIII w. właścicielami Siehniewicz byli książęta Szujscy. Maria z Chaleckch, wdowa po Adamie Szujskim, została trzecią żoną Józefa Prozora i wniosła mu w posagu tutejsze dobra. Z kolei pasierbica Józefa, Ludwika Konstancja Szujska (córka Marii i Adama), poślubiła Karola Prozora (syna Józefa) i wniosła swojemu mężowi Siehniewicze (1783).
W XIX w. wieś i majątek ziemski Siehniewicze znajdowały się w powiecie prużańskim guberni grodzieńskiej, w gminie Rewiatycze. Właścicielami dóbr została w 1843 r. rodzina Neuhoff-Ley, m.in. marszałek powiatu prużańskiego Romuald Neuhoff von der Ley (1808–1883). 
W okresie międzywojennym miejscowość należała początkowo do gminy Rewiatycze w powiecie prużańskim województwa poleskiego II Rzeczypospolitej. Występowała wówczas także pod nazwą Siechniewicze.
Według spisu powszechnego z 1921 r. Siehniewicze to wieś i folwark. W folwarku były 2 domy, w których mieszkało 26 osób: 11 mężczyzn i 15 kobiet. Wyznania rzymskokatolickiego było 19 osób,  prawosławnych – 3, a 4 wyznawały judaizm. Podziały wyznaniowe nakładały się tutaj na podziały na narodowościowe: 19 Polaków, 4 Żydzi, 3 Białorusinów. Wieś Siehniewicze liczyła 468 mieszkańców (218 mężczyzn, 250 kobiet) mieszkających w 92 domach mieszkalnych i w 6 dodatkowych budynkach. Wyznania rzymskokatolickiego były 424 osoby, prawosławnych – 38, wyznania mojżeszowego  – 6. Pod względem narodowości 441 mieszkańców deklarowało się jako Polacy, 21 jako Białorusini, 6 jako Żydzi.
Po zniesieniu gminy Rewiatycze 27 lutego 1932 r. Siehniewicze stały się siedzibą gminy Siechniewicze.
Właścicielami majątku i drewnianego dworu przed 1939 r. byli Neuhoffowie-Leyowie (Neuhoff von der Ley) oraz Łoziński. 
Po agresji sowieckiej wieś włączono do BSRR. 
Od 12 października 1940 r. wieś należała do sielsowietu Pieszki, przemianowanego 16 lipca 1954 r. na sielsowiet Borki. Od 17 września 2013 miejscowość jest siedzibą nowo utworzonego sielsowietu Siehniewicze.

## Stosunki wyznaniowe
- parafia Opieki Najświętszej Maryi Panny Różańcowej – parafia rzymskokatolicka diecezji pińskiej (dekanat prużański): pierwszy, drewniany kościół parafialny pw. Opieki Najświętszej Maryi Panny z 1534 r. w ówczesnej diecezji łucko-brzeskiej;  murowany kościół ufundowany przez Józefa i Marię Prozorów w 1785 r.; spalony w 1915 r. przez Rosjan; w 1922 r. odbudowany, parafia znalazła się w granicach erygowanej w 1925 roku diecezji pińskiej; parafia reaktywowana kolejny raz w 1991 r., obecnie prowadzona przez pallotynów[16]
- parafia Świętej Równej Apostołom Marii Magdaleny – parafia prawosławna eparchii brzeskiej i kobryńskiej Egzarchatu Białoruskiego Patriarchatu Moskiewskiego (dekanat bereski): parafia utworzona na spotkaniu mieszkańców Siehniewicz, Marywila, Marjanowa i Zarzecza 8 grudnia 2009 r. przy cerkwi św. Marii Magdaleny, pierwszej w tej miejscowości cerkwi prawosławnej zbudowanej w l. 2010–2015[17]

## Zabytki
- Kościół Opieki Matki Bożej Różańcowej[18] – kościół parafialny w diecezja pińskiej (dekanat prużański)
- Zespół dworsko-parkowy obejmujący drewniany dwór z 2 połowy XIX w.[19]. Jest to budynek parterowy, na planie prostokąta, z gankiem o czterech murowanych kolumnach. W latach 1939–47 we dworze mieścił się punkt skupu mleka, a później szpital, na którego potrzeby dobudowano wydłużone ku tyłowi skrzydło boczne. Od likwidacji szpitala w 1988 r. (lub na początku lat 90.[13])budynek jest nieużytkowany[19] i zrujnowany[13]. W pobliżu stoi niewielka oficyna, zwana „baronówką”[19].